# アザレア (小惑星)
アザレア(1056 Azalea)は、小惑星帯の小惑星である。1924年1月31日にカール・ラインムートが発見した。ツツジ科のアザレアにちなんで命名された。

## 註
1. ↑  Minor Planet Designations
2. ↑  NumberedMPs